# Елізабет Рокфеллер Стронг
Елізабет «Бессі» Рокфеллер (англ. Elizabeth "Bessie" Rockefeller, 23 серпня 1866 – 14 листопада 1906) була старшою дитиною співзасновника Standard Oil Джона Девісона Рокфеллера (1839–1937) та шкільної вчительки Лаури Селестії «Кетті» Спелман (1839–1915).

## Особисте життя
22 березня 1889 року вона вийшла заміж за філософа і психолога Чарльза Августа Стронга і мала одну дочку:
Маргарет Рокфеллер Стронг (1897–1985), яка вийшла заміж за Джорджа де Куеваса, чилійського балетного бізнесмена. 
Вони були жителями Лейквуд Тауншип, Нью-Джерсі. Померла в Каннах, Франція, 14 листопада 1906 року у віці 40 років.